# Juan Antonio Pérez Sáez
Juan Antonio Pérez Sáez (Las Palmas de Gran Canaria, 21 settembre 1952) è un ex calciatore spagnolo, di ruolo portiere.

## Palmarès

### Club

#### Competizioni nazionali
- Segunda División spagnola: 1

Las Palmas 1984-1985